# Absynth
Absynth — семимодульний синтезатор від компанії Native Instruments.

## Загальна інформація
Absynth (назва походить від слів англійської мови «Absinth» і «Synth» , що означає абсент і синтезатор) є комерційним програмним синтезатором, доступним для платформ Windows і OS X. Absynth поєднує в собі діапазон традиційних технологій синтезу звуку (субтрактівних) і сучасних (гранулярних і заснованих на семплуванні ). Це дозволяє синтезатору бути використаним для створення складних неоднорідних звуків. Absynth може бути використаний як самостійний додаток, так і як плагін наступних форматів: VST, Audio Units, RTAS, DXi та інших.